# 新會寧站
新會寧站（朝鲜语：신회령역；）曾为朝鲜铁路咸北線上的一个车站，位于咸镜北道会宁市，在1932年废止。

## 历史
- 1920年1月5日，落成使用。
- 1932年11月1日，停止使用。